# Wróblówka
Wróblówka ist ein Dorf der Gemeinde Czarny Dunajec im Powiat Nowotarski der Woiwodschaft Kleinpolen in Polen in der Region Podhale. Das Dorf liegt an der Woiwodschaftsstraße 958. Das Dorf liegt in der Talsenke Kotlina Nowotarska ca. 24 km nordwestlich von Zakopane und 10 km westlich von Nowy Targ. Durch den Ort fließt der Gebirgsfluss Czarny Dunajec.

## Sehenswürdigkeiten
Wróblówka wurde 1601 angelegt. Der Ortsname lässt sich als Spatzendorf übersetzen. Im Ort befindet sich eine moderne Kirche.

## Tourismus
Es geht in Wróblówka ruhiger zu als in den benachbarten Skiorten Zakopane oder Kościelisko. Die touristische Infrastruktur wird ausgebaut. 

## Panorama

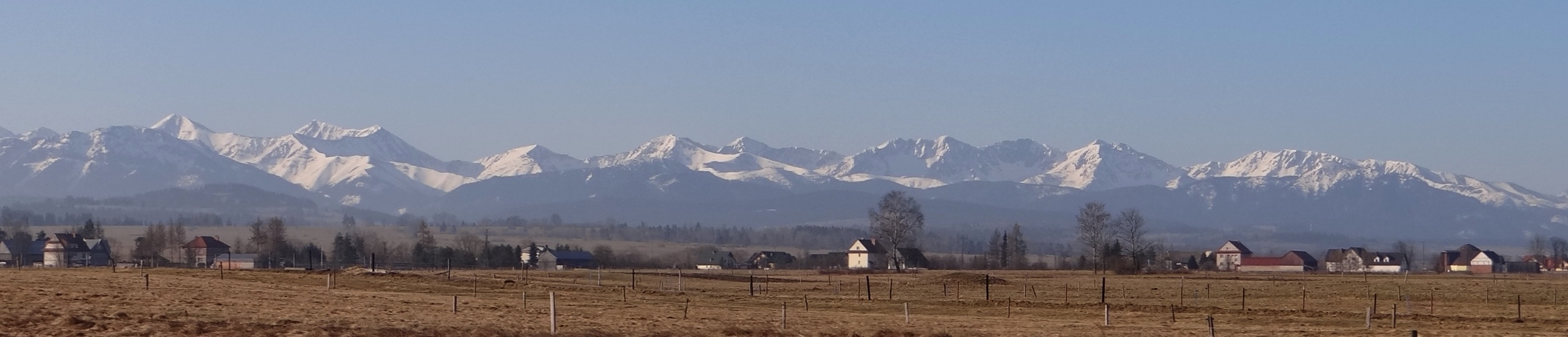
Ortspanorama mit der Tatra im Hintergrund

## Galerie

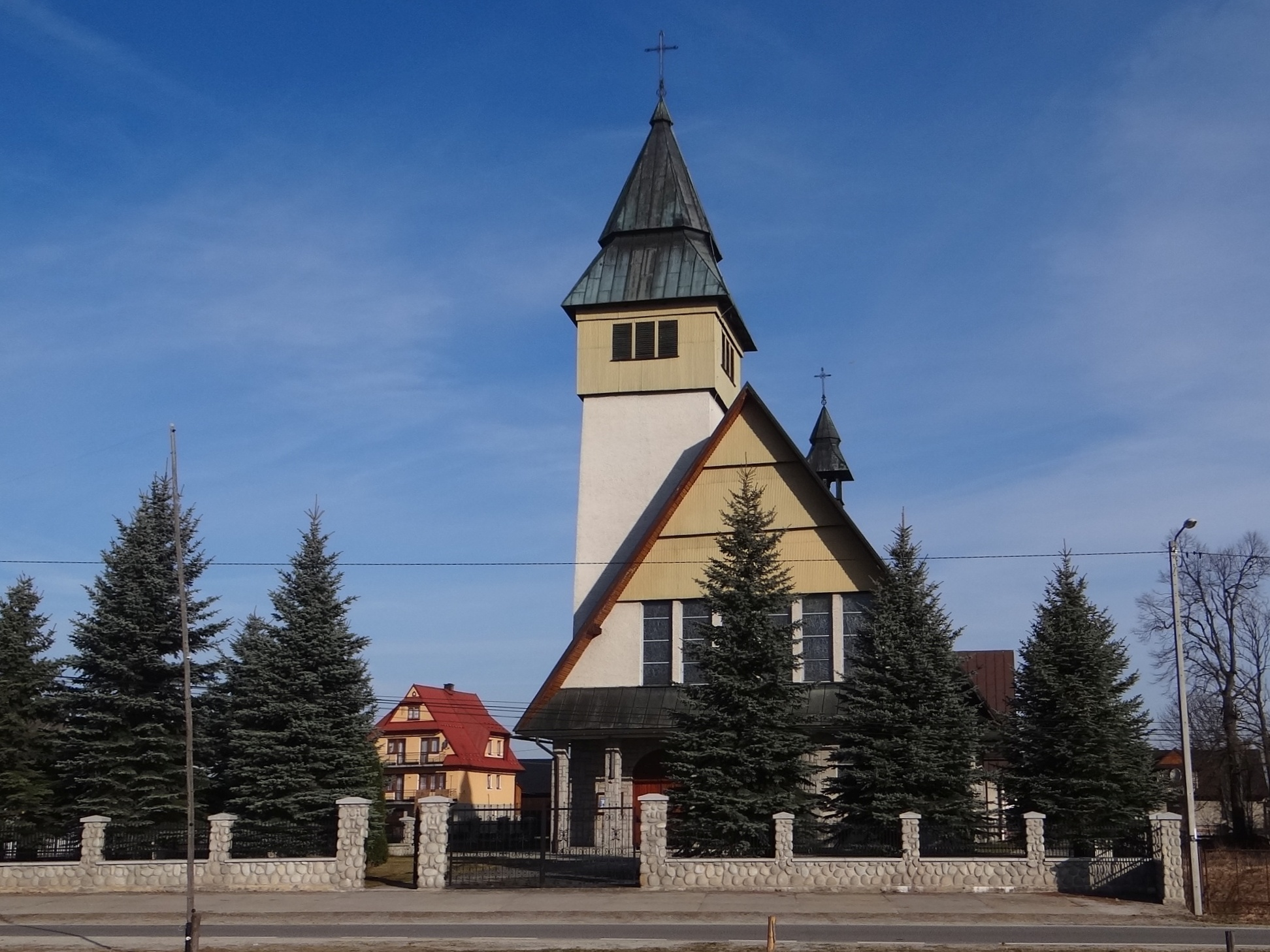
Kirche
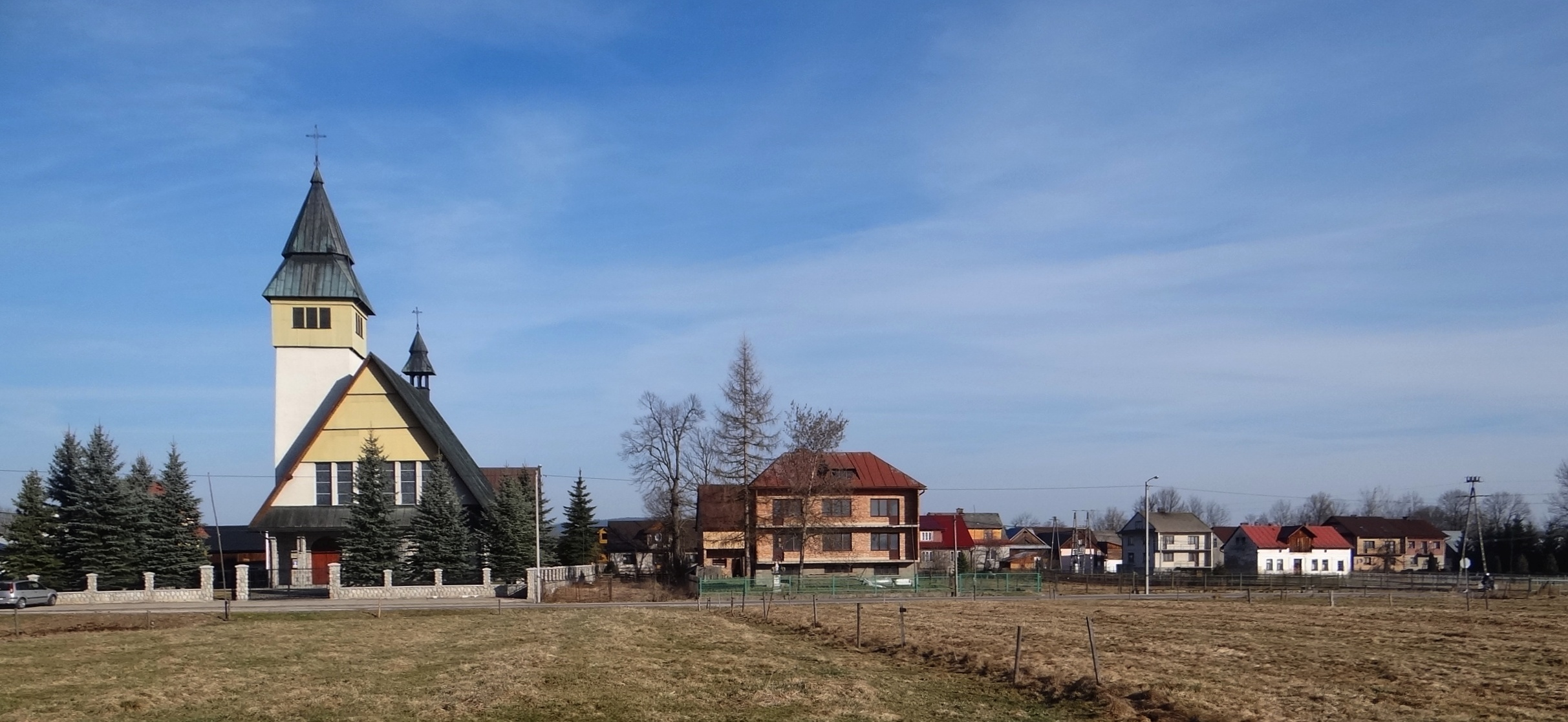
Kirche
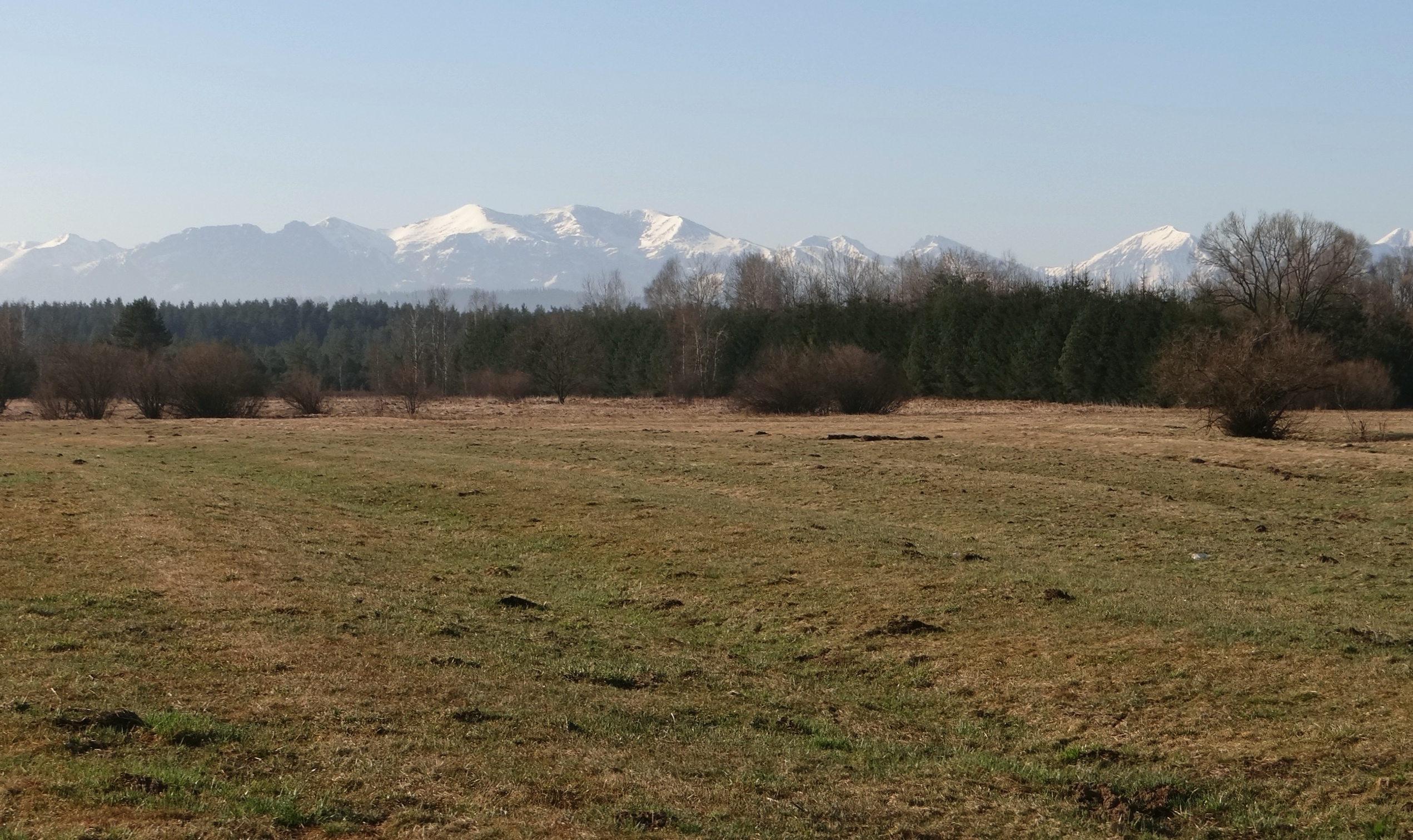
Westtatra
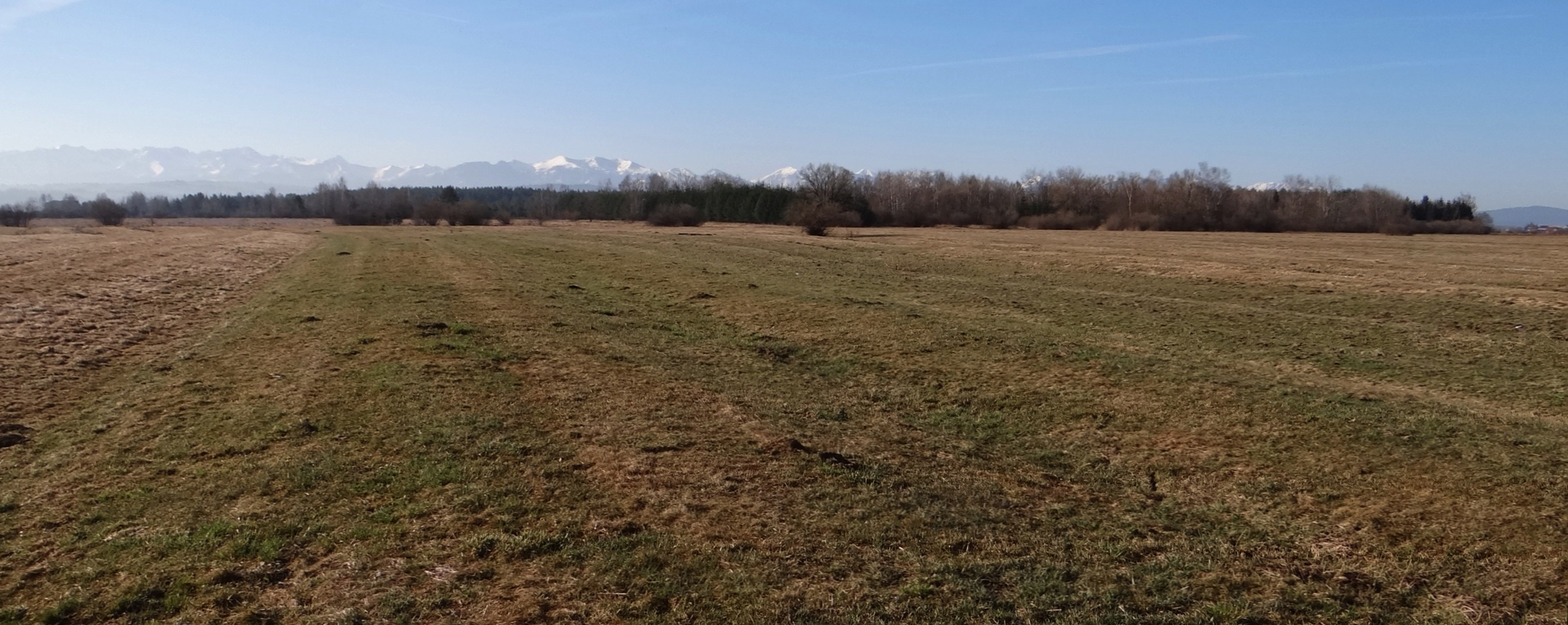
Westtatra